# Vilseledande gränssnitt
Vilseledande gränssnitt (på engelska "dark pattern" eller "dark UX") är ett samlingsnamn på olika sätt att utforma gränssnitt för att manipulera användaren att ta på förhand bestämda beslut som inte gynnar användaren.
Som exempel ges gränssnittet för att be besökare av webbsidor om godkännande för att använda cookies; de gränssnitten är ofta utformade för att göra det lätt att acceptera alla cookies, men för att neka eller begränsa användningen av cookies krävs att användaren scrollar och gör flera val. I Sverige granskade Post- och Telestyrelsen (PTS) fyra hemsidor 2023 med avseende på deras information kring cookies: Konsumentverket, Folkhälsomyndigheten, Tele2 och Swedbank. Ingen av dem fick godkänt och de hotades med böter. De två sistnämnda fick flest påpekanden.
Det kan också handla om tjänster som är lätta att beställa men sedan mycket svåra att avsluta, en metod som på engelska kallas "roach motel" eller "trammel net".
Termen "dark pattern" myntades av Harry Brignull. I juli 2010 registrerade han domänen darkpatterns.org för att katalogisera och uppmärksamma vilseledande gränssnitt.
2021 skapade Electronic Frontier Foundation (EFF) tillsammans med Consumer Reports en möjlighet för allmänheten att rapportera vilseledande gränssnitt.